# Думас (Арканзас)
Думас (енгл. Dumas) град је у америчкој савезној држави Арканзас.

## Демографија
По попису из 2010. године број становника је 4.706, што је 532 (-10,2%) становника мање него 2000. године.
| Група             | 2000.         | 2010.         |
| Белци             | 1.907 (36,4%) | 1.450 (30,8%) |
| Афроамериканци    | 3.144 (60,0%) | 2.976 (63,2%) |
| Азијати           | 26 (0,5%)     | 22 (0,5%)     |
| Хиспаноамериканци | 167 (3,2%)    | 255 (5,4%)    |
| Укупно            | 5.238         | 4.706         |